# Ottavio Barbieri
Ottavio Barbieri (Gènova, 30 d'abril de 1899 – Gènova, 28 de desembre de 1949,) va ser un futbolista italià del Genoa CFC i entrenador de futbol.

## Trajectòria com a futbolista
Barbieri va començar a jugar en l'equip filial del Genoa CFC, l'any 1919, i en el seu debut, en finalitzar el partit, l'entrenador del primer equip, el va fer cridar per si volia jugar, ja que li faltava un defensa central. Barbieri va dir que sí, i després d'aquell matx amistós contra un combinat de soldats britànics, va esdevenir un jugador titular i indiscutible en el Genoa.
Amb el Genoa va jugar fins a l'any 1932 i va guanyar dos "scudetto", els de 1922-23 (on el Genoa va guanyar-lo sense perdre un sol partit) i el de 1923-24. Barbieri podria haver guanyat el seu tercer campionat, i el Genoa seu desè títol, l'any 1925, però una sèrie d'irregularitats consentides en la final, pel règim feixista de Mussolini, van perjudicar clarament al Genoa i el títol li va ser atorgat al Bologna.
Barbieri era una persona tímida i no gaire xerraire. Com a jugador tenia un caràcter fort i escrupolosament honest, ràpid en les mitges distàncies, enèrgic i tàctic.
Amb l'equip rossoblù Barbieri va jugar un total de 268 partits, la majoria d'ells, fent de capità de l'equip, i va marcar 13 gols.
Barbieri també va jugar amb la selecció italiana de futbol. Va disputar els Jocs Olímpics de Paris de 1924, arribant als quarts de final i també va jugar 18 partits amistosos. En total amb la selecció azzurri va jugar 21 partits.

## Trajectòria com a entrenador
Ottavio Barbieri va debutar com a entrenador l'any 1933 amb L'Aquila Calcio. Allà va estar una sola temporada, i va ascendir l'equip a la Serie B. Les dues següents temporades va entrenar, primer al Rapallo Ruentes i després a l'Entella. Després es va fer càrrec per dos anys de l'Atalanta i de 1938 fins a 1941 va dirigir el Genoa CFC, aconseguint com a major fita, ser el 4t del campionat de la Serie A. Posteriorment va tornar a entrenar al Rapallo Ruentes i l'any 1942 es va fer càrrec de l'Spezia Calcio. En plena Segona Guerra Mundial, la Federació Italiana de Futbol va organitzar un campionat a la part nord d'Itàlia, l'única que encara controlaven els feixistes. L'Spezia va estar format principalment per jugadors del cos de bombers de la ciutat i va guanyar el campionat de 1944, però la Federació Italiana de Futbol, en veure que el campionat era guanyat per un equip amateur de bombers, es va negar a reconeixe'l com a vencedor. L'any 2002 es va reparar aquest gest i l'Spezia va ser reconegut com el guanyador d'aquell campionat.
La temporada 1945/46 entrena a la Sampierdarenese i la següent retorna a l'Spezia. L'any 1948 fitxa pel Seregno però descendeix a la Serie C.
Després va entrenar el Luchesse i el 18 desembre 1949, va ser el seu darrer partit. El seu equip va guanyar a la UC Sampdoria per 3-0, però després del matx es va trobar malament i és traslladat a un hospital de Gènova. Moriria deu dies després, el 28 de desembre. El seu funeral va ser multitudinari.

## Palmarès
Com a jugador
Lliga italiana de futbol
- Genoa 1922/23
- Genoa 1923/24

Com a entrenador:
Lliga italiana de futbol
- Spezia Calcio 1944